# Cantó de Villeneuve-sur-Yonne
El cantó de Villeneuve-sur-Yonne és un cantó francès del departament del Yonne, situat al districte de Sens. Té 8 municipis i el cap és Villeneuve-sur-Yonne.

## Municipis
- Armeau
- Les Bordes
- Bussy-le-Repos
- Chaumot
- Dixmont
- Piffonds
- Rousson
- Villeneuve-sur-Yonne

## Història
| Data d'elecció                           | Identitat        | Partit                      | Qualitat |
| ---------------------------------------- | ---------------- | --------------------------- | -------- |
| 1945-1955                                | Louis Condemine  | Divers droite               |          |
| 1955-1967                                | Pierre Seguin    | Divers droite               |          |
| 1967-1993                                | Roland Bonnion   | Sense etiqueta, després UDF |          |
| 1993-2011                                | Jean-Luc Dauphin | RPR, després UMP            |          |
| 2011-                                    | Cyril Boulleaux  | Divers droite               |          |
| les dades anteriors no són pas conegudes |                  |                             |          |
|                                          |                  |                             |          |

## Demografia
| A partir de 1990: Població sense dobles comptes |